# Cañón QF de 1 libra
El QF de 1 libra, universalmente conocido como pom-pom, fue un primigenio cañón automático británico de calibre 37 mm. Fue empleado por varios países inicialmente como cañón de infantería y posteriormente como cañón antiaéreo ligero.

## Historia
Fue diseñado originalmente por Hiram Maxim a fines de la década de 1880 como una versión de mayor tamaño de su ametralladora. Debido a su mayor alcance, necesitaba emplear balas explosivas para estimarlo, las cuales a su vez debían de pesar 1 libra (400 gramos), que era la bala explosiva más ligera permitida por la Declaración de San Petersburgo de 1868 y reafirmado por la Conferencia de La Haya de 1899.
Las primeras versiones fueron vendidas bajo la marca Maxim-Nordenfelt, mientras que las versiones en servicio británico (a partir de 1900) llevaban la marca Vickers, Sons and Maxim (VSM) debido a que la Vickers había comprado la Maxim-Nordenfelt en 1897. A pesar de este detalle, todos son el mismo cañón automático.

## En servicio británico

### Segunda guerra bóer

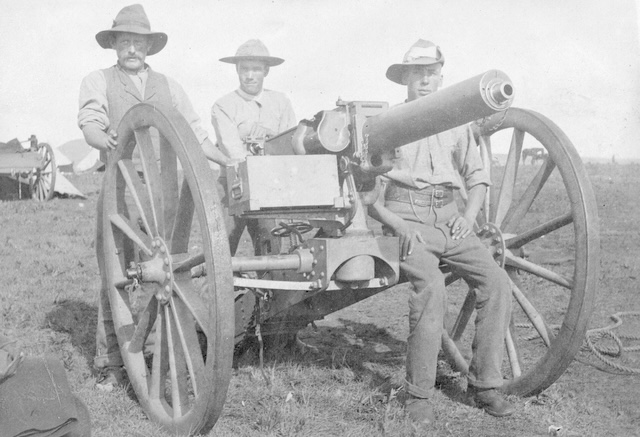
Soldados australianos con un cañón QF de 1 libra en Sudáfrica, hacia 1901.

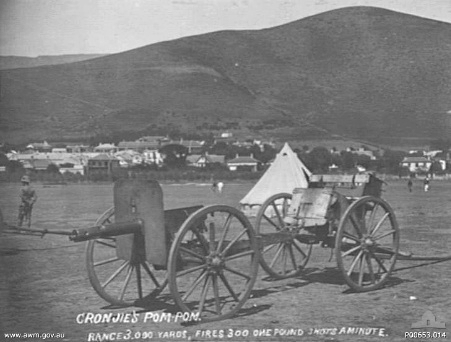
Cañón QF de 1 libra de los bóeres, con escudo protector.

El gobierno británico rechazó inicialmente el cañón automático, pero otros países lo compraron, incluso el gobierno de la República Sudafricana (Transvaal). Durante la segunda guerra bóer, los británicos fueron atacados con éxito por los bóeres con sus cañones automáticos Maxim-Nordenfelt calibre 37 mm que empleaban munición fabricada en Alemania. 
Como respuesta, la Vickers-Maxim envió desde Gran Bretaña unos 50 o 57 cañones automáticos al Ejército Británico en Sudáfrica, los tres primeros llegando a tiempo para ser empleados en la Batalla de Paardeberg, en febrero de 1900. Estas primeras versiones del Mk I iban montadas sobre típicas cureñas de artillería.

### Primera Guerra Mundial
Fue empleado durante este conflicto como cañón antiaéreo para la defensa de Gran Bretaña. Fue adaptado como el Mk I y Mk II, montados sobre afustes de pedestal con gran ángulo de inclinación e instalados a lo largo de los muelles de Londres y en los techos de edificios clave, mientras que otros fueron instalados en camiones y distribuidos en ciudades importantes del este y sudeste de Inglaterra. Fueron empleados 25 cañones en agosto de 1914 y 50 en febrero de 1916. El cañón Mk II montado sobre un afuste de pedestal naval que aparece en la parte superior de la página, fue el primero en abrir fuego para la defensa de Londres durante la guerra. A pesar de esto, la pequeña bala era insuficiente para dañar a los dirigibles alemanes, menos aún derribarlos.
El teniente O.F.J. Hogg de la Sección Antiaérea n.º 2 del Cuerpo III fue el primer artillero antiaéreo que derribó un avión, disparando 75 balas, sobre Francia el 23 de septiembre de 1914.
El Ejército Británico no lo empleó como arma de infantería en la Primera Guerra Mundial, ya que su bala era considerada demasiado pequeña para emplearla contra objetos o fortificaciones y la doctrina artillera británica se basaba en el empleo de shrapnels disparados por los cañones de campaña QF de 13 libras y QF de 18 libras como su principal arma antipersona de alcance medio.  
El cañón automático fue probado a bordo de aviones como el aligerado Mk III de 1 libra, pero con éxito limitado. En la Royal Navy fue rápidamente reemplazado como cañón antiaéreo ligero por los cañones más grandes QF de 1,5 libras y QF de 2 libras.

### Munición británica
Los británicos utilizaron inicialmente balas del tipo Common Pointed (semi-antiblindaje, con la espoleta situada en su base) en la Guerra de los Bóeres, al lado de la bala estándar tipo Common. Pero la bala tipo Common Pointed demostró ser ineficaz, debido a que la espoleta frecuentemente se desenroscaba de la base y caía durante el vuelo de esta. Las únicas balas disponibles en 1914 eran la tipo Common de hierro y su variante trazadora.
|                                            |                            |
| Bala explosiva Mk II y bala trazadora Mk I | Espoleta de percusión Mk I |

## En servicio alemán

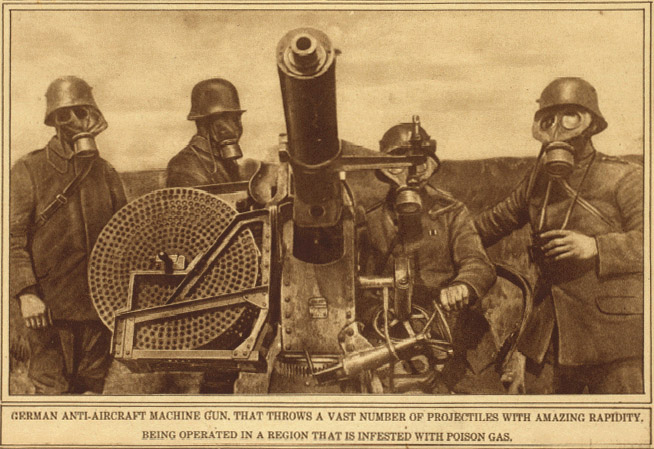
Artilleros alemanes con máscaras antigás, al lado de un Maxim Flak M14.

En Alemania se produjo una versión de este cañón automático, tanto para la Marina como para el Ejército.
Fue empleado en Europa como cañón antiaéreo durante la Primera Guerra Mundial con la denominación de Maxim Flak M14. Cuatro cañones fueron montados sobre cureñas durante la campaña alemana de 1915 contra las fuerzas sudafricanas en el sudoeste de África.

## En  servicio belga
El ejército belga empleó este cañón automático montado sobre una cureña con gran ángulo de inclinación.

## En servicio estadounidense

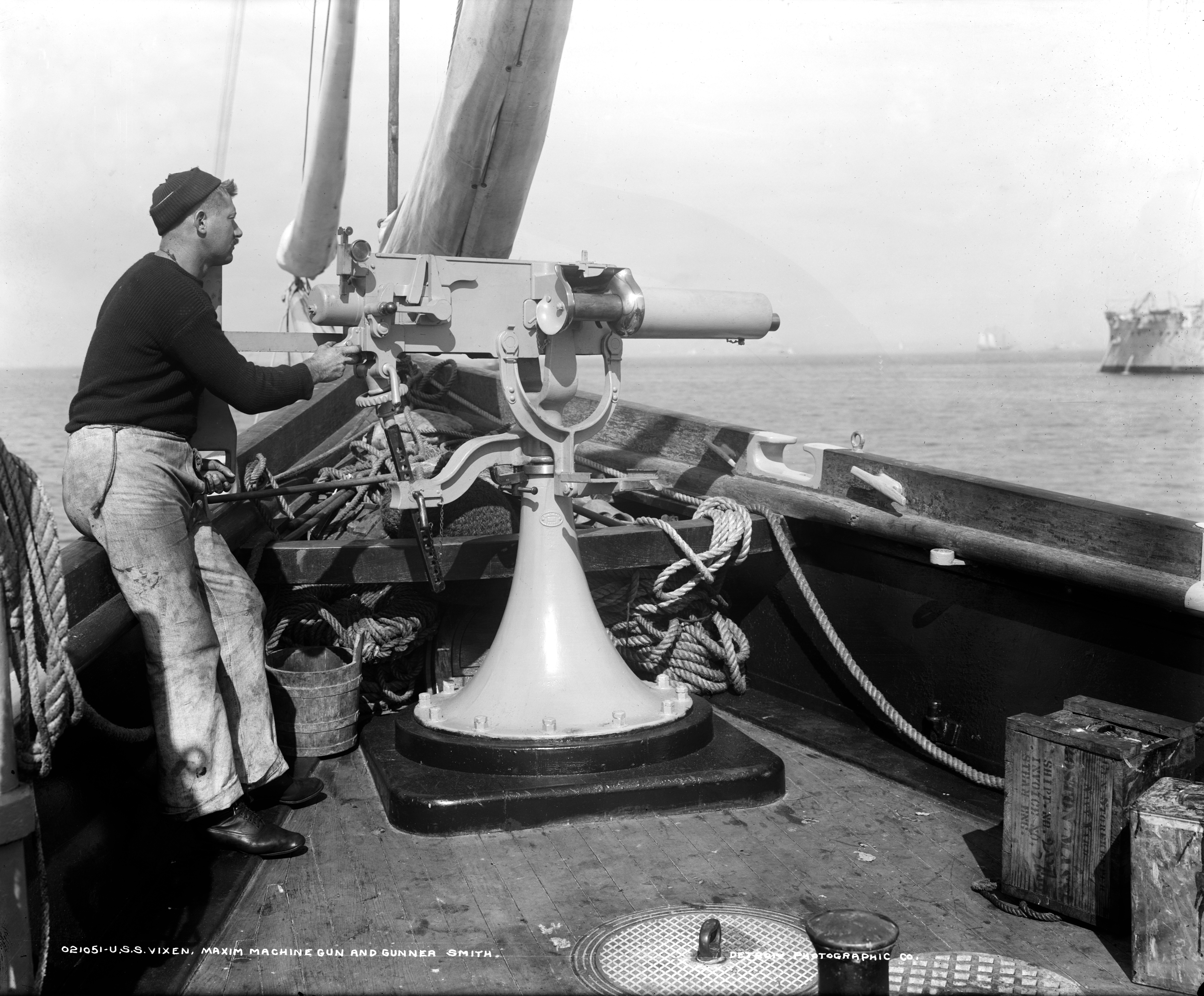
Un Maxim 37 mm "pom-pom" a bordo del USS Vixen (PY-4), hacia 1898.

La Armada estadounidense adoptó el cañón automático Maxim-Nordenfelt de 1 libra calibre 37 mm como el Mark 6 de 1 libra antes de la guerra hispano-estadounidense de 1898.

## Usuarios
- Bélgica
- Estados Unidos
- II Imperio Alemán
- Imperio Británico
- República Sudafricana

## Ejemplares sobrevivientes

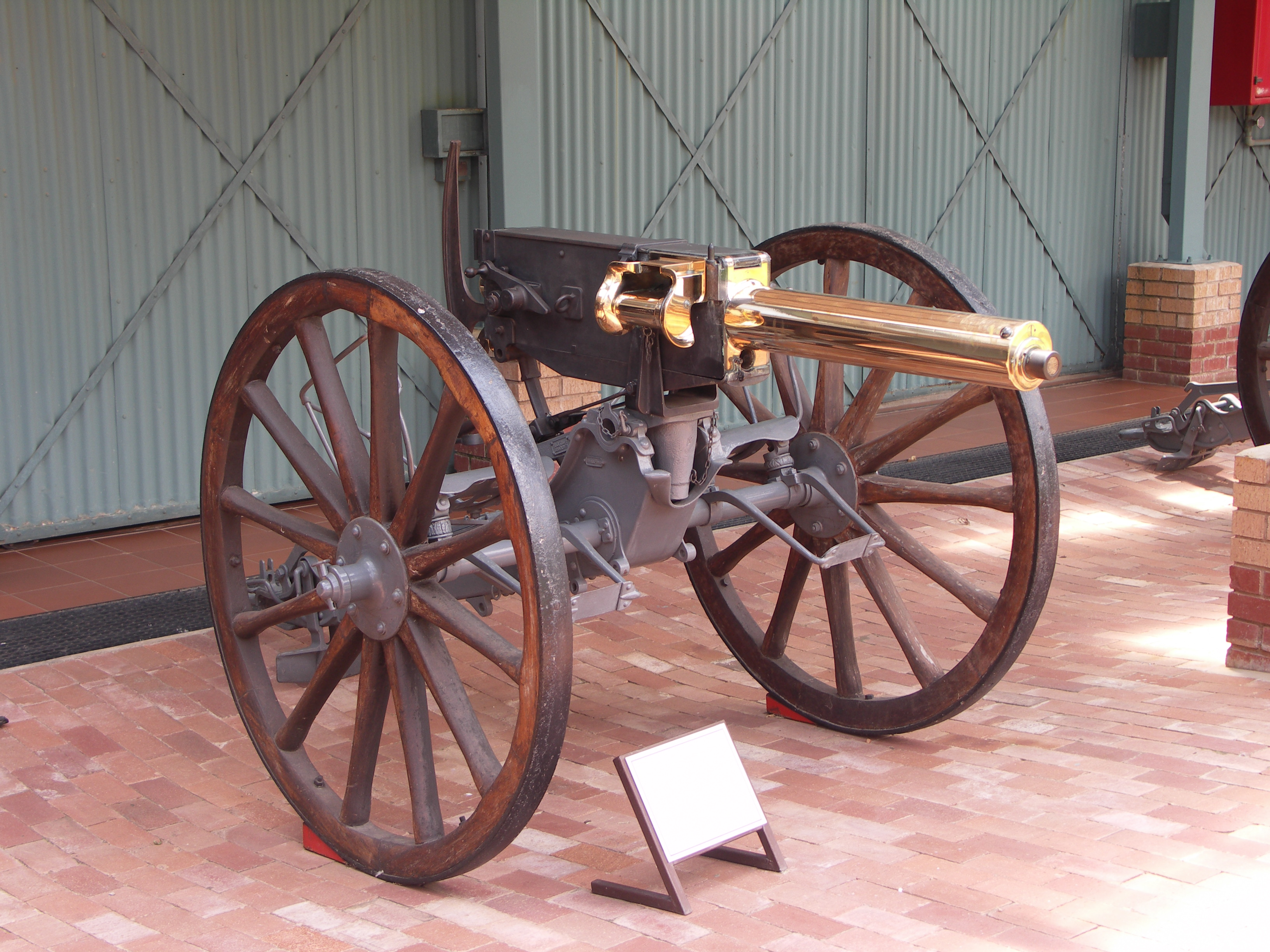
Un cañón automático alemán de la Primera Guerra Mundial, montado sobre una cureña.

- Un cañón automático de 1903 en el Imperial War Museum de Londres.[14]
- Dos cañones automáticos de fabricación alemana de 1903, el Nr. 542 y el Nr. 543, empleados en la Primera Guerra Mundial están expuestos en el Museo Nacional Sudafricano de Historia Militar de Johannesburgo.